# گواناکو
گواناکو (نام علمی: Lama guanicoe) جانوری است از راسته زوج‌سمان خانواده شتران که نیای لامای اهلی است و در آمریکای جنوبی زندگی می‌کند. کرک گواناکو یکی از نرمترین کرک‌ها می‌باشد که از کرک کشمیر نیز گرانتر است.